# Stuckmarmor

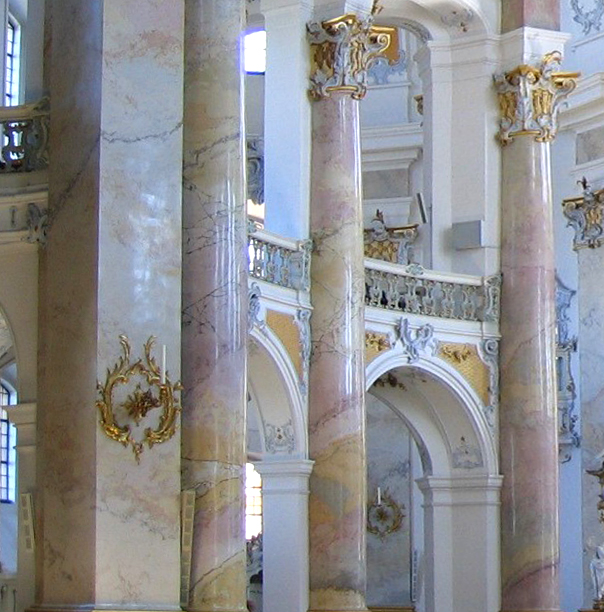
Stuckmarmor in der Basilika Vierzehnheiligen bei Bad Staffelstein

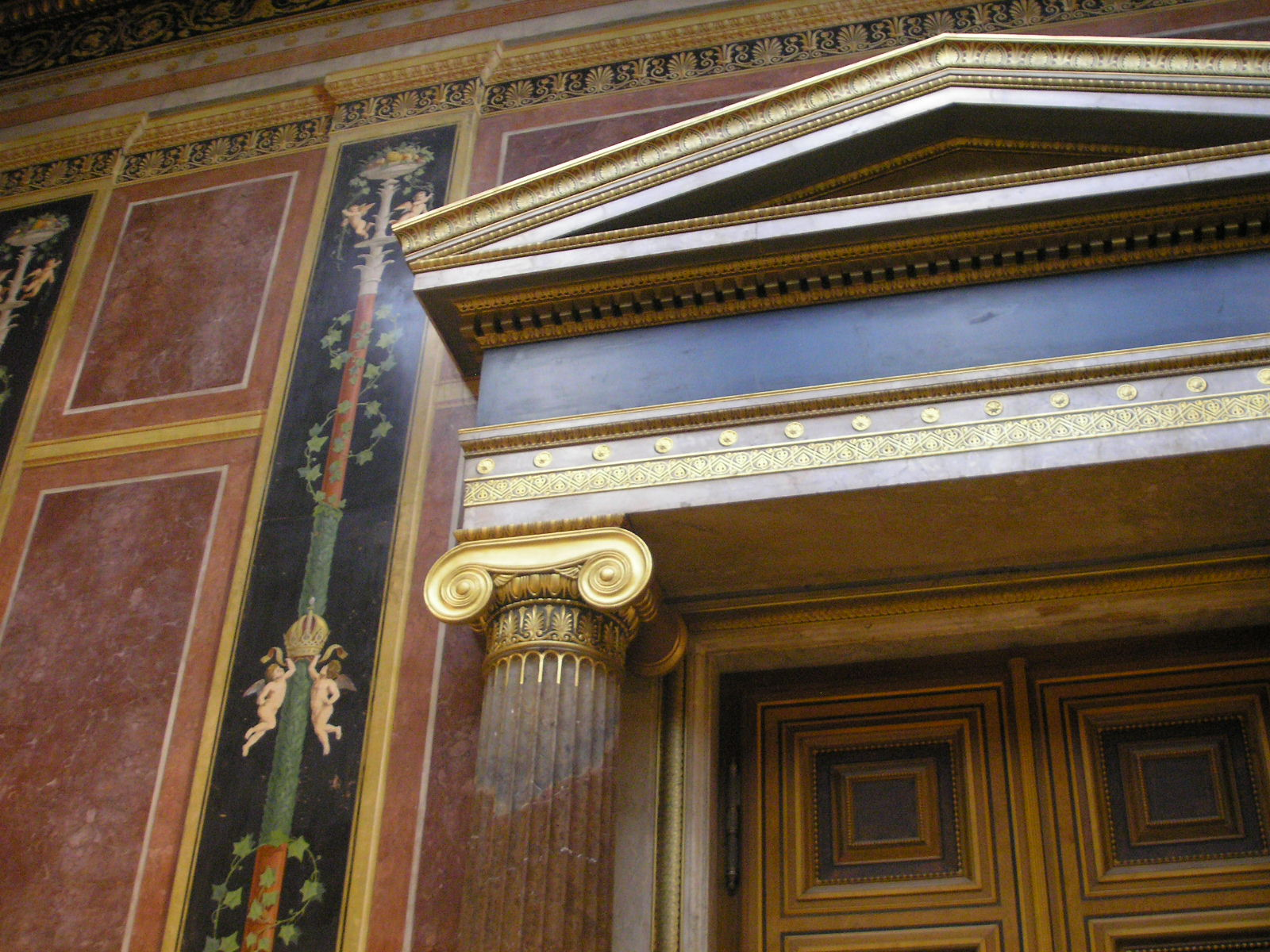
Stucco lustro (links) im Versammlungszimmer des Abgeordnetenhauses des Parlamentsgebäudes in Wien aus dem 19. Jahrhundert. Die Säule daneben besteht aus echtem Marmor.

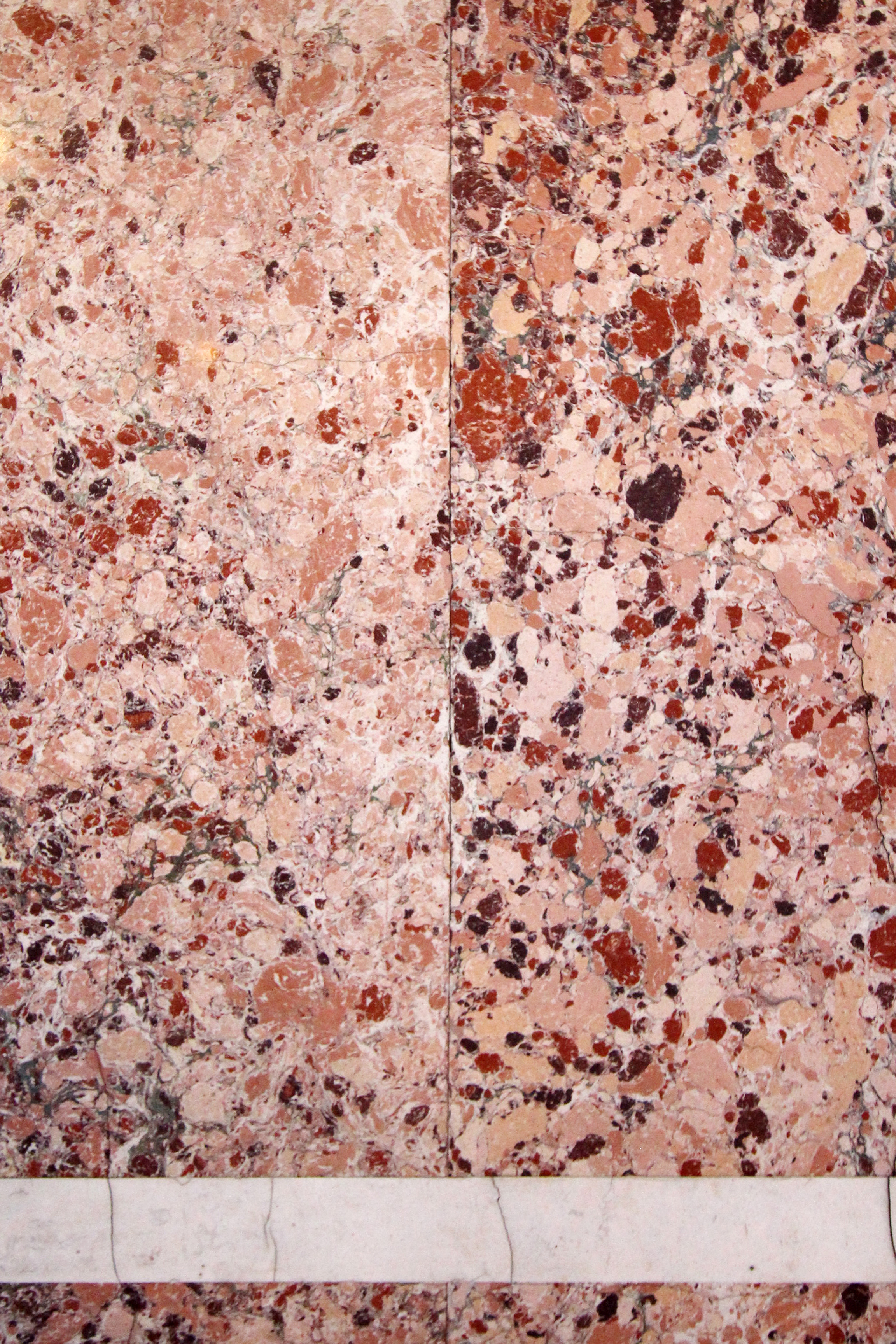
Stuckmarmor im Palais Erzherzog Wilhelms, Wien

Stuckmarmor ist ein Imitat echten Marmors und wird von einem Stuckateur hergestellt. Im modernen Stuckhandwerk ist diese Technik kaum noch geläufig. Auf den ersten Blick vergleichbar scheint auch die Technik des Stucco lustro, bei dem mehrere Schichten einfarbigen Edelputzes aufgetragen werden, dem die Marmorierung aufgemalt wird. In der Technik des Stuckmarmors wird auch intarsiert. Diese Technik nennt sich Scagliola.

## Geschichte
Die Verwendung von Stuckmarmor reicht bis ins römische Zeitalter zurück. Bei Ausgrabungen in Pompeji wurde Stuckmarmor an den Wänden wohlhabender Häuser und öffentlicher Gebäude gefunden. Die Verwendung von Stuckmarmor erlebte ihre Renaissance in Italien ab dem 17. Jahrhundert. Von dort wanderte er nach Norden, wo er vor allem ab dem barocken Zeitalter wieder stark verwendet wurde. Kirchen und Paläste wurden mit Stuckmarmor verziert, da er eine kostengünstige Alternative zu echtem Marmor war. Der Stuckmarmor im Festsaal des Palais im Großen Garten in Dresden ist eines der frühesten Beispiele im mitteldeutschen Raum. Die Methode wurde weiterhin bis in die Gründerzeit des späten 19. Jahrhunderts verwendet. In vielen der Ringstraßenpalais in Wien sowie in weiteren öffentlichen Gebäuden wie dem Reichsratsgebäude, der Universität usw. wurde Stuckmarmor verwendet. Auch außerhalb Europas wie in Amerika wurden öffentliche Gebäude oder Häuser von Wohlhabenden mit Stuckmarmor verziert. Der zunehmende industrielle Abbau von Marmor und das wachsende Exportgeschäft aus Italien und Indien sowie die Entdeckung weiterer Marmorbrüche ließen die Preise für Marmor jedoch stark fallen und die Kunst des Stuckmarmors ist seit dem 20. Jahrhundert fast verloren gegangen. Heute ist die Herstellung und Restaurierung von Stuckmarmor oft deutlich teurer als die Verwendung echten Marmors.

## Stucco lustro
Stucco lustro bezeichnet die Technik der Aufmalung der Marmorierung auf einen durchgefärbten, einfarbigen Mörtelgrund in Glättetechnik.
Es handelt sich in der Regel um eine reine Kalkputztechnik, bei der auf einen guten Grundputz aus Kalk und Sand mehrere Sumpfkalkschichten, die Marmorsand und Marmormehl enthalten, „nass-in-nass“ (freskal) aufgeputzt werden. Dabei wird nach oben hin immer feiner werdend gearbeitet. Die letzte Putzschicht wird im Grundton des Marmors eingefärbt. Anschließend wird in den feuchten Putz die Marmorierung gemalt. Wie bei der Herstellung von Tadelakt wird die fertige Fläche mit venezianischer Seife eingestrichen und mit einer blanken, heißen Glättkelle abgeglättet (abgestuckt).
Nicht zu verwechseln ist Stucco lustro mit dem gipsgebundenen Kunstmarmor (Scagliola). Stucco lustro ist verhältnismäßig preisgünstig und zeichnet sich durch den hohen Glanz aus, ist aber ein oberflächliches Imitat, während Scagliola eine vollvolumige Nachbildung ist.

## Scagliola

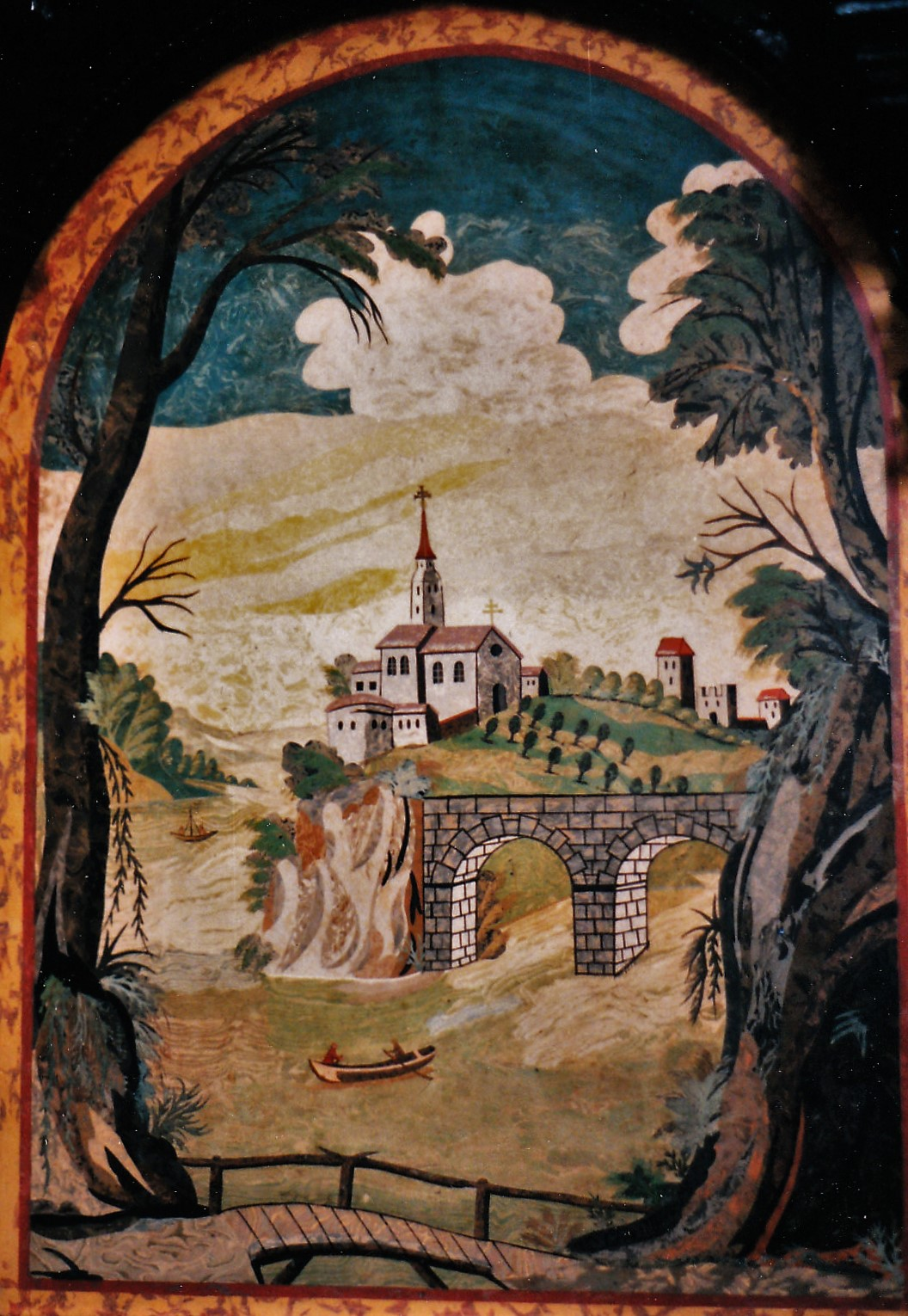
Scagliola-Tafel im Chorgestühl von St. Lorenz in Kempten

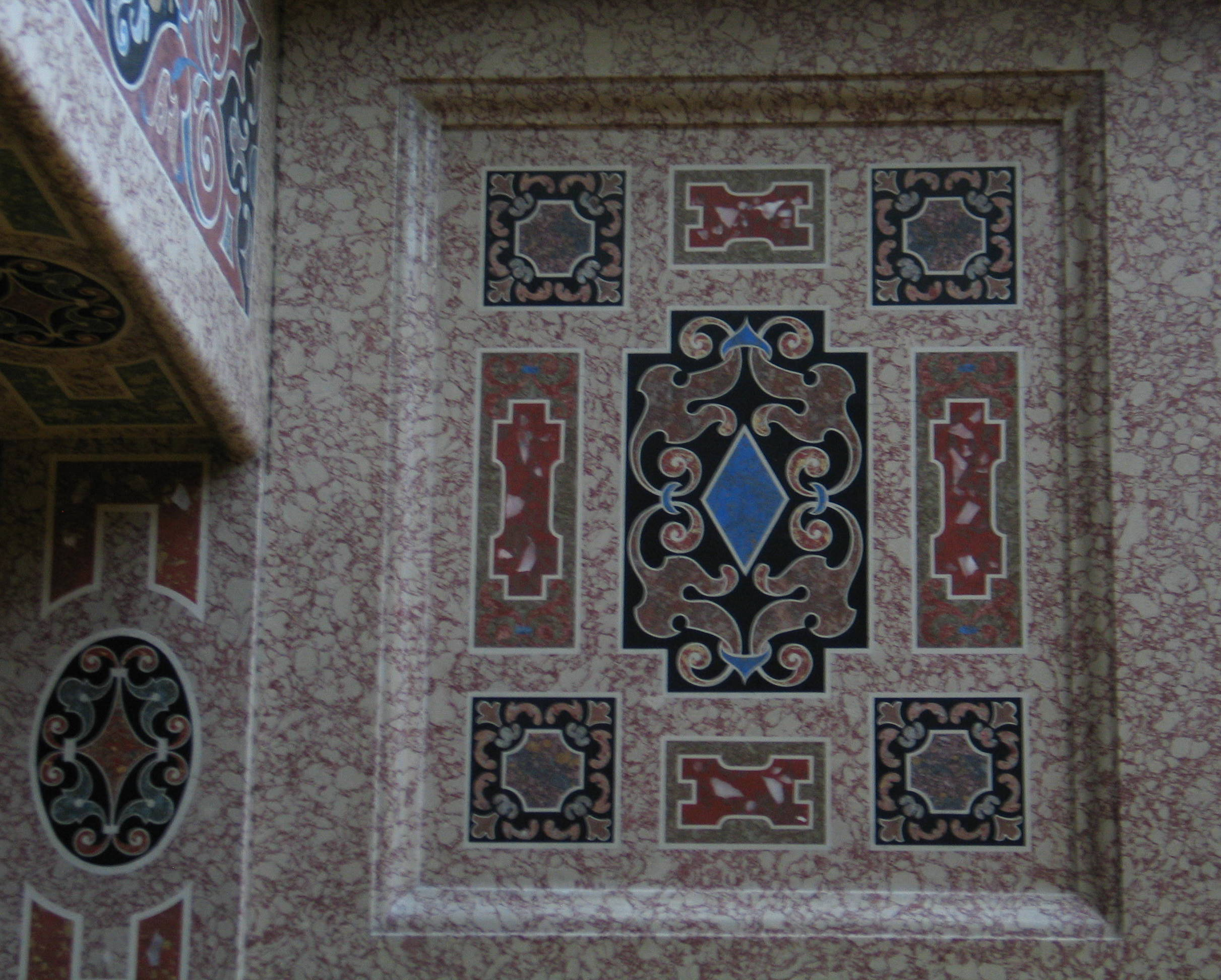
Scagliola in der Münchner Residenz

Aufwendiger ist die Technik des Scagliola (Gipsintarsien). Zur Herstellung wird Anhydrit mit Leimwasser (Glutinleime, z. B. Knochenleim oder Perlleim) versetzt, mit Pigmenten eingefärbt und durchgeknetet. Das Kneten kann längere Zeit erfolgen, da Anhydrit langsam abbindet und der Knochenleim das Abbinden zusätzlich verzögert. Die gefärbten Massen werden marmorartig ineinandergeknetet, verdreht und zum sogenannten Marmorbrot oder Marmorkuchen gepresst, die in etwa ein Zentimeter dicke Scheiben geschnitten und auf die Unterlage (in der Regel Mauerwerk) aufgetragen wird. Wenn der Anhydrit zu Gips ausgehärtet ist, wird er grob geschliffen, Fehlstellen ausgespachtelt und die Oberfläche mit immer feiner werdenden Schleifsteinen geschliffen. Anschließend erfolgt abermaliges Ausschlämmen mit etwas dünnflüssigem Gips mit Leimwasser. Nach abermaligem Feinstschliff wird mit einem Polierstein (z. B. Achat oder Hämatit) mechanisch unter Anwendung von geringem Druck verdichtend poliert.
Stuckmarmor gab es schon in der Spätantike, jedoch fällt seine Blütezeit in den Barock. Die Herstellung von Stuckmarmor konnte teurer als echter Marmor werden. Dennoch bevorzugten manche Baumeister Stuckmarmor für ihre Projekte, da sich mit ihm Farb- und Musterspiele erzeugen lassen, die natürlicher Marmor nicht bietet (z. B. blauer Marmor mit ockergelben Äderungen). Zudem können beliebig große Marmorteile hergestellt werden.
In Europa sind die ältesten Scagliola-Platten aus der Zeit um 1600 überliefert. Zu einem Zentrum dieses Kunsthandwerks entwickelte sich München. Viele Objekte schmücken die Münchner Residenz und dort insbesondere die Reiche Kapelle, deren Vertäfelung (um 1632) von Blasius und dessen Sohn Wilhelm Pfeiffer (bzw. jeweils Herr Fistulator) stammt. Herzog Maximilian I. beanspruchte das fürstliche Privileg über die Scagliola-Technik. Die Marmoristen und Stuckateure durften ihr Wissen nicht unerlaubt weitergeben. Gegen Ende des 17. Jahrhunderts kam Stuckmarmor aus der Mode.
Oft werden Scagliola-Objekte mit Kunstwerken in Pietra dura verwechselt. Im 21. Jahrhundert gibt es noch einige Restaurierungsbetriebe, die Stuckmarmor herstellen und ausbessern können. Stuckmarmor hat – neben der aufwendigen Herstellung – jedoch einige weitere Nachteile. Er ist nicht so hart wie echter Marmor (eignet sich daher beispielsweise nicht für stark beanspruchte Treppenbeläge) und ist nicht wetterfest, da Leim und Gips wasserlöslich sind.
Widerstandsfähigere Kunstmarmormassen lassen sich auf der Basis von Weißzement erzeugen, etwa in der Art von Terrazzo oder mit Kunstharzen und Marmormehl als Füllstoff.

## Ausbildung
In der DDR bildete anlässlich der Rekonstruktion der 1985 wiedereröffneten Semperoper in Dresden ein einziger Handwerker mehrere Arbeiter in den beiden Kunstmarmortechniken aus. Kenntnisse über Scagliola und Stucco lustro waren nahezu verloren gegangen und wurden nun wiederbelebt. Anderswo, etwa im nördlichen Alpenraum, wurden die Techniken durchgehend gepflegt.